# Mandodari

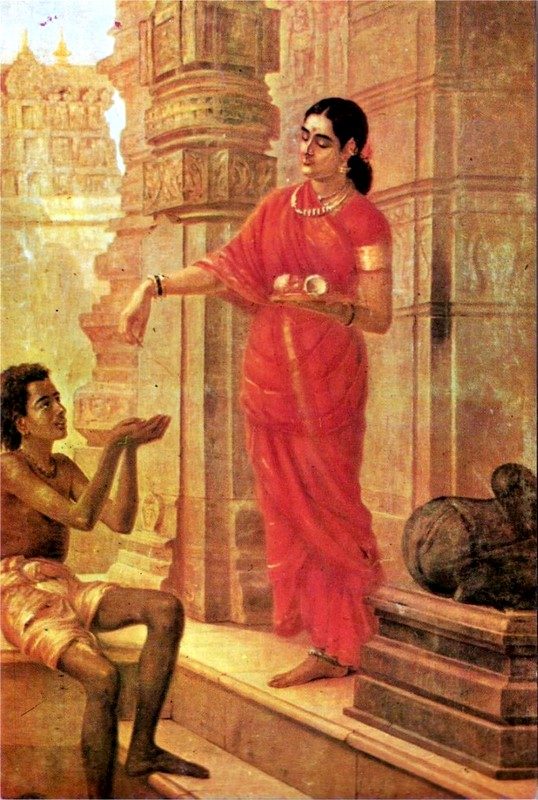
"Senhora dá esmolas no templo" por Raja Ravi Varma, usado por the Week para ilustrar Mandodari.

Mandodari (sânscrito: मंदोदरी Mandodari, iluminada, "Ventre-Calmo"; [2] Tamil:. Montotari; indonésio, javanês e Sundanese: Banondari; Khmer: Mandogiri; malaio: Mandudaki; tailandês: Montho Thewi) é a rainha consorte de Ravana, o rei demônio de Lanka, de acordo com o épico hindu Ramayana. O Ramayana descreve Mandodari tão bonita, quando piedosa e justa. Ela é exaltada como uma das panchakanya ("cinco virgens"), cujos nomes se acredita dissipar o pecado.
Mandodari é filha de Mayasura, o Rei dos Asuras (demônios)e da apsara Hema. Mandodari tem três filhos: Meghanada (Indrajit), Atikaya, e Akshayakumara. De acordo com algumas adaptações do Ramayana, Mandodari também é a mãe da esposa de Rama, Sita, que de forma infame é sequestrada por Ravana. Apesar de falhas de seu marido, Mandodari o ama e aconselha-o a seguir o caminho da retidão. Mandodari repetidamente aconselha Ravana a entregar Sita a Rama, mas seu conselho entra em ouvidos surdos. Seu amor e lealdade a Ravana são elogiados no Ramayana.
Diferentes versões do Ramayana citam seu maus-tratos nas mãos dos generais macacos de Rama. Algumas versões dizem que perturbou um sacrifício de Ravana, e outras que eles destruíram sua castidade, que protegia a vida de Ravana. Hanuman fazendo uso da trapaça, fez com que ela revelasse a localização da flecha mágica que Rama iria usar para matar Ravana. Após a morte de Ravana, o irmão mais novo de Ravana, Vibhishana, que havia se unido as forças de Rama se casa com Mandodari, seguindo o conselho de Rama.

## Nascimento
O Ramayana Uttara narra a história sobre o nascimento de Mandodari. Mayasura (Maya), o filho do sábio Kashyapa, que é casado com a apsara(ninfa celestial)Hema. Eles têm dois filhos, Mayavi e Dundubhi, mas desejavam uma filha, assim que começaram a executar penitências em buscando o favor do deus Shiva.
Enquanto isso, uma apsara chamada Madhura chega ao Monte Kailash, a morada de Shiva, para pagar suas penitências. Durante a ausência da esposa de Shiva, Parvati, Madhura tem relações sexuais clandestinas com Shiva. Quando Parvati retorna, ela encontra vestígios das cinzas do corpo de Shiva sobre os seios de Madhura. Parvati amaldiçoa Madhura e a faz viver como um sapo por doze anos. Shiva consola Madhura e diz que ela vai se tornar uma bela mulher e se casar com um grande e valoroso homem. Passado os 12 anos, Madhura torna-se uma linda donzela de novo. Mayasura e Hema, que estavam realizando penitência próximo do poço em que Madhura estava, respondem ao seu chamado e a adotam como sua filha. Eles a trazem como Mandodari.

## Vida e Casamento

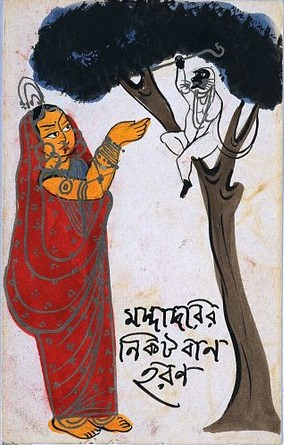
Hanuman toma de Mandodari a arma que iria levar Ravana a morte.

Ravana ao chegar à casa de Mayasura se apaixona por Mandodari. Mandodari e Ravana logo se casam seguindo os ritos védicos. Apesar de falhas de Ravana, Mandodari o ama e tem orgulho de sua força. Ela está consciente da fraqueza de Ravana para com as mulheres. Mandodari sendo uma mulher justa tenta levar Ravana para o caminho dos justos, mas Ravana sempre ignora seus conselhos. Ela o aconselha a não subjugar o Navagraha, os nove seres celestiais que governam o destino de todos, e pede para que não seduza Vedavati, que mais tarde iria renascer como Sita e causar a destruição de Ravana.
Quando Ravana rapta Sita, a esposa de Rama, o príncipe exilado de Ayodhya, que é uma encarnação do deus Vishnu, Mandodari o aconselha a devolver Sita a Rama, sem sucesso. Mandodari sabia que este ato de luxúria iria trazer a queda de Ravana.
Mandodari é descrita como uma mulher bonita na Ramayana Valmiki's. Quando Hanuman, o mensageiro macaco de Rama, vai a Lanka em busca de Sita, ele fica estupefato com a beleza de Mandodari quando entra erroneamente nas câmaras do quarto de Ravana, ao confundi-la com Sita. Quando Hanuman finalmente encontra Sita, ele vê Ravana ameaçando mata-la, a menos que ela se casasse com ele. Ravana ergue sua espada para decapita-la quando ela se recusa, Mandodari segura a mão de Ravana, salvando Sita. Mandodari diz a seu marido que o assassinato de uma mulher é um grande pecado e que por isso ele não deveria matar Sita. Ela diz para Ravana ir se divertir com suas outras esposas e desistir da ideia de tornar Sita sua esposa. Ravana poupa a vida de Sita, mas não desiste do seu desejo de se casar com ela. Embora Mandodari considere Sita inferior a ela em beleza e ancestralidade,ela reconhece a devoção de Sita a Rama e a compara as deusas Sachi e Rohini.
Quando todas as tentativas de uma devolução pacífica de Sita falham, Rama declara guerra a Lanka e a Ravana. Antes da batalha final contra Rama, Mandodari faz uma última tentativa de dissuadir Ravana, sem sucesso. Mandodari na batalha final, fica ao lado de seu marido Ravana,como uma esposa obediente e fiel, embora ela aconselhe o filho Meghanada, apelidado de Indrajit ("Aquele que conquistou Indra, o deus-rei do céu"), para não lutar contra Rama.
O Ramayana Valmiki narra: Quando todos os filhos e guerreiros de Ravana morrem, ele organiza um yajna ("sacrifício de fogo") para garantir sua vitória. Rama envia uma tropa de macacos liderados por Hanuman e o príncipe macaco Angada para destruir o yajna. Os macacos criam confusões no palácio de Ravana, mas Ravana continua o yajna. Angada arrasta Mandodari pelos cabelos na frente de Ravana, ela pede ao marido para salvá-la e o lembra o que Rama estava fazendo por sua esposa. Ravana furioso abandona o yajna e ataca Angada com sua espada. Com o yajna perturbado, o propósito de Angada é alcançado, ele deixa Mandodari e foge. Mandodari novamente implora que Ravana entregue Sita a Rama, mas ele se recusa. Outras adaptações do Ramayana apresentam descrições mais horríveis do incidente. O Krittivasi Ramayan narra que os macacos arrastaram Mandodari e arrancaram suas roupas. Em Bicitra Ramayana, é Hanuman que humilha Mandodari. O Thai adaptação do Ramakien, narra o estupro simbólico de Mandodari. Hanuman dorme com ela na forma de Ravana e destrói sua castidade, que protegia a vida de Ravana.

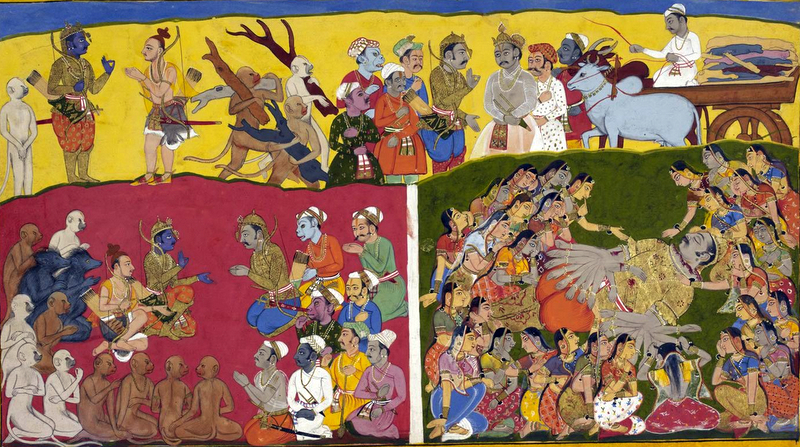
Durante os preparativos para o funeral de Ravana, suas esposas lideradas por Mandodari lamentam sua morte.

Ravana tem seu duelo final contra Rama. Rama não conseguindo matar Ravana com suas flechas comuns, o mata com uma flecha mágica. Enquanto a Ramayana Valmiki narra que a flecha mágica foi dado a Rama por Indra, outras versões narram que a flecha mágica estava escondida nas câmaras do quarto de Mandodari ou debaixo da cama. Enquanto Mandodari estava concentrada em sua adoração a deusa Parvati, pedindo o bem estar de Ravana, Hanuman vem a ela disfarçado de brâmane. Depois de ganhar a sua confiança, ele enganando-a, faz revelar a localização secreta da flecha. Hanuman toma a flecha e entrega a Rama, que leva o fim a Ravana. Mandodari aparece na cena da morte de Ravana em um estado de desalinho e lamenta sua morte. Nesta batalha, Mandodari perdeu o marido, seus filhos e seus parentes.
Após a morte de Ravana, Rama aconselha Vibhishana, pedindo que tomasse Mandodari como sua esposa, mesmo que ele já tivesse uma. Uma teoria sugere que a raça de Ravana pode ter tido famílias matrilineares e assim esse casamento iria restaurar a ordem no reino depois da morte de Ravana, pois era necessário que Vibhishana se casasse com a rainha reinante para obter o direito de governar.Uma outra teoria sugere que pode ser um costume não-ariano se casar com a rainha reinante. O casamento entre Mandodari e Vibhishana é puramente um "ato estadista", em vez de um casamento baseado em uma "mútua interferência sexual". Mandodari pode ter concordado em casar com Vibhishana, seu jovem cunhado, para que juntos conduzissem o reino a prosperidade e estabilidade, como aliados de Ayodhya Rama e dessa forma ela iria continuar possuindo voz no governo. Uma outra razão para o casamento é que ele é uma alternativa que Rama usa, para evitar que a viúva Mandodari viesse a cometer suicídio.

## Mãe de Sita?

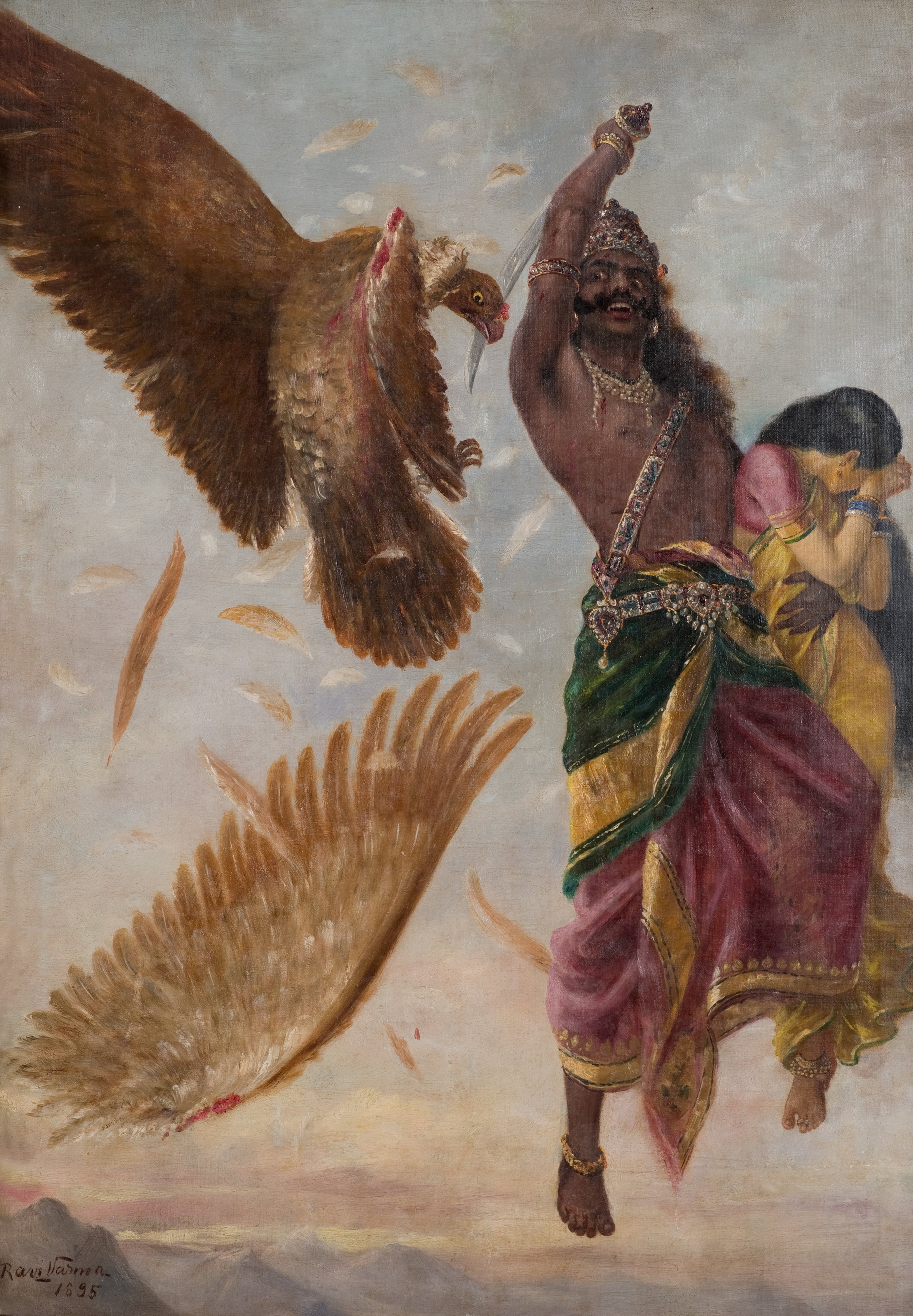
Ravana rapta Sita e mata Jatayu - por Raja Ravi Varma

Apesar da Ramayana Valmiki não mostrar Mandodari como sendo a mãe de Sita, algumas adaptações posteriores do Ramayana descrevem Mandodari como a mãe de Sita, ou pelo menos como a causa do seu nascimento.
O Ramayana adbhuta narra: Ravana havia usado uma panela grande para armazenar o sangue dos sábios que ele matou. O sábio Gritsamada estava praticando penitência para ter a deusa Lakshmi como sua filha. Ele havia armazenado o leite da grama de Darbha e purificado com mantras em uma panela para que Lakshmi que a habitasse. Ravana derramou o leite do pote em sua panela de sangue. Mandodari frustrada de ver as maldades de Ravana, decide cometer suicídio bebendo o conteúdo do pote de sangue, que é descrito como sendo o mais venenoso dos venenos. Em vez de morrer, Mandodari fica grávida da encarnação de Lakshmi, devido ao poder do leite de Gritsamada. Mandodari enterra o feto em Kurukshetra, que é encontrado por Janaka e nomeado Sita.
O Devi Bhagavata Purana diz: Quando Ravana quis se casar com Mandodari, Maya o avisa que seu horóscopo indicava que seu primeiro filho iria destruir seu clã e por isso deveria ser morto. Ignorando o conselho de Maya, Ravana enterra seu primeiro filho com Mandodari em um caixão na cidade Janaka, onde ele é encontrado e cresce como Sita. Adaptações Jain do Ramayana como Vasudevahindi, Uttara Purana, e outros também afirmam que a Sita é a filha de Ravana e Mandodari, que é abandonada devido a profecia de que ela iria ser o fim de Ravana e sua família.
No indonésio-malaio Seri Rama e no Indonésio-javanês Rama Keling, Ravana quer possuir Mandodari, a mãe de Rama, mas se casa com uma falsa-Mandodari, que se parece com a real. A união do pai de Rama com essa pseudo-Mandodari, resulta no nascimento de Sita, que é, nominalmente, filha de Ravana.
De acordo com o Ramayana Ananda, o rei Padmaksha tinha uma filha chamada Padma - uma encarnação da deusa Lakshmi. Quando o casamento é organizado, Rakshasas (demônios) matam o rei. Angustiada Padma se atira no fogo. Ravana descobre seu corpo, que se transforma em cinco joias e o leva para Lanka selado em uma caixa. Mandodari abre a caixa e encontra Padma dentro dela. Ela aconselha Ravana a abandonar a caixa contendo a malfadada Padma, que levou à condenação de seu pai. Quando a tampa da caixa é fechada, Padma amaldiçoa Ravana dizendo que vai voltar para Lanka e causar sua destruição. Ravana enterra a caixa na cidade de Janaka, que descobre Padma e a renomeia como Sita.